# Michaela Kocianova
Michaela Kocianová (29 de diciembre de 1988) es una modelo eslovaca. Nació en Trenčín, Eslovaquia, y se quedó con el segundo lugar en el concurso de 2004 de Elite Model Look. Ha figurado en anuncios para Monique Lhuillier y Vivienne Westwood.
En 2006, debutó en la pasarela del evento de Rodarte. Desde entonces ha modelado para diseñadores como Alexander McQueen, Christian Dior, Dolce & Gabbana, Versace, Ann Demeulemeester, y John Galliano. En 2007, desfiló en el Victoria's Secret Fashion Show. Apareció también en los catálogos de la marca.
Ha aparecido en revistas como Vogue italiana y española, Velvet, Elle, Amica, y L'Officiel. En 2009, se convirtió en rostro se Piazza Sempione, un diseñador italiano.
En 2010, Kocianova hizo un debut en el cine junto a Jude Law para la colonia Christian Dior Homme, dirigida por Guy Ritchie.